# Rodney Wallace (Politiker)
Rodney Wallace (* 21. Dezember 1823 in New Ipswich, Hillsborough County, New Hampshire; † 27. Februar 1903 in Fitchburg, Massachusetts) war ein US-amerikanischer Politiker. Zwischen 1889 und 1891 vertrat er den Bundesstaat Massachusetts im US-Repräsentantenhaus.

## Leben
Rodney Wallace besuchte die öffentlichen Schulen seiner Heimat und betätigte sich danach in der Papierherstellung. Später schlug er als Mitglied der Republikanischen Partei eine politische Laufbahn ein. In den Jahren 1864, 1865 und 1867 saß er im Gemeinderat von Fitchburg. 1873 war er Abgeordneter im Repräsentantenhaus von Massachusetts; zwischen 1880 und 1882 gehörte er dem Beraterstab des Gouverneurs von Massachusetts an.
Bei den Kongresswahlen des Jahres 1888 wurde Wallace im elften Wahlbezirk von Massachusetts in das US-Repräsentantenhaus in Washington, D.C. gewählt, wo er am 4. März 1889 die Nachfolge von William Whiting antrat. Da er im Jahr 1890 auf eine erneute Kandidatur verzichtete, konnte er bis zum 3. März 1891 nur eine Legislaturperiode im Kongress absolvieren. Nach dem Ende seiner Zeit im US-Repräsentantenhaus arbeitete Rodney Wallace wieder in der Papierherstellung. Er starb am 27. Februar 1903 in Fitchburg, wo er auch beigesetzt wurde.